# StandBy I.O.I
《StandBy I.O.I》是韓國MNET的綜藝節目，由I.O.I全體成員出演。節目將紀錄I.O.I11名成員的出道過程，包含錄音、寫真拍攝、練習現場等等的真實綜藝。